# Mossel Bay
Mossel Bay (englisch) oder Mosselbaai (Afrikaans; deutsch: „Muschelbucht“) ist eine Stadt östlich des Kaps der Guten Hoffnung und westlich von Knysna am Indischen Ozean. Sie liegt im Distrikt Garden Route der südafrikanischen Provinz Westkap. Hier befindet sich der Verwaltungssitz der Lokalgemeinde Mossel Bay. Mossel Bay bezeichnet auch die Meeresbucht, an der die Stadt liegt.
Gemäß der Volkszählung von 2011 hatte die Stadt 59.031 Einwohner.

## Geschichte
Der portugiesische Seefahrer Bartolomeu Diaz entdeckte die Bucht Mossel Bay am 3. Februar 1488 während seiner Afrikaumfahrung. Damit ist sie die Stelle der ersten Landung von Europäern an der Ostküste Südafrikas.
Vasco da Gama nannte die Bucht 1497 Aguada de Sao Bras und João da Nova 1501 Golfo dos Vaqueiros. Der niederländische Seefahrer Paulus van Caerden benannte sie im Juli 1601 aufgrund der vielen Muscheln in der Bucht in Mosselbaai um. Vom ehemaligen Gouverneur der Kapkolonie Sir Harry Smith wurde die Stadt am 28. Januar 1846 in Aliwal South umbenannt. Den Stadtstatus erlangte sie 1852. Wegen häufiger Verwechslungen mit der Stadt Aliwal North fand dieser Name keine lange Akzeptanz und man kehrte zur Bezeichnung „Mossel Bay“ zurück.

## Wirtschaft und Infrastruktur
Im 19. Jahrhundert war die Stadt Standort einer Walfangstation, heute sind Tourismus sowie Gas- und Ölförderung von wirtschaftlicher Bedeutung. Die im Jahr 1984 entdeckten Erdgasfelder liegen rund 50 Kilometer vor der Küste und verfügten im Jahr 2019 noch über ein Volumen in Höhe 600 Milliarden Kubikfuß.
Es besteht eine Städtepartnerschaft mit der indonesischen Stadt Denpasar auf Bali.
Die Trinkwasserversorgung wird seit 2011 von der hier errichteten Meerwasserentsalzungsanlage Mossel Bay anteilig gewährleistet. Es handelt sich um die größte Anlage zur Trinkwasserbereitstellung mit dieser Technologie in Südafrika.
Mossel Bay liegt an der 1907 eröffneten Bahnstrecke George–Mossel Bay. Der Straßenverkehr entlang der Küste erreicht Mossel Bay über die N2, über den Cloetes-Pass (Regionalstraße R327) ist die Stadt mit Ladysmith und über den Robinson-Pass (Regionalstraße 328) mit Oudtshoorn verbunden.

## Bilder

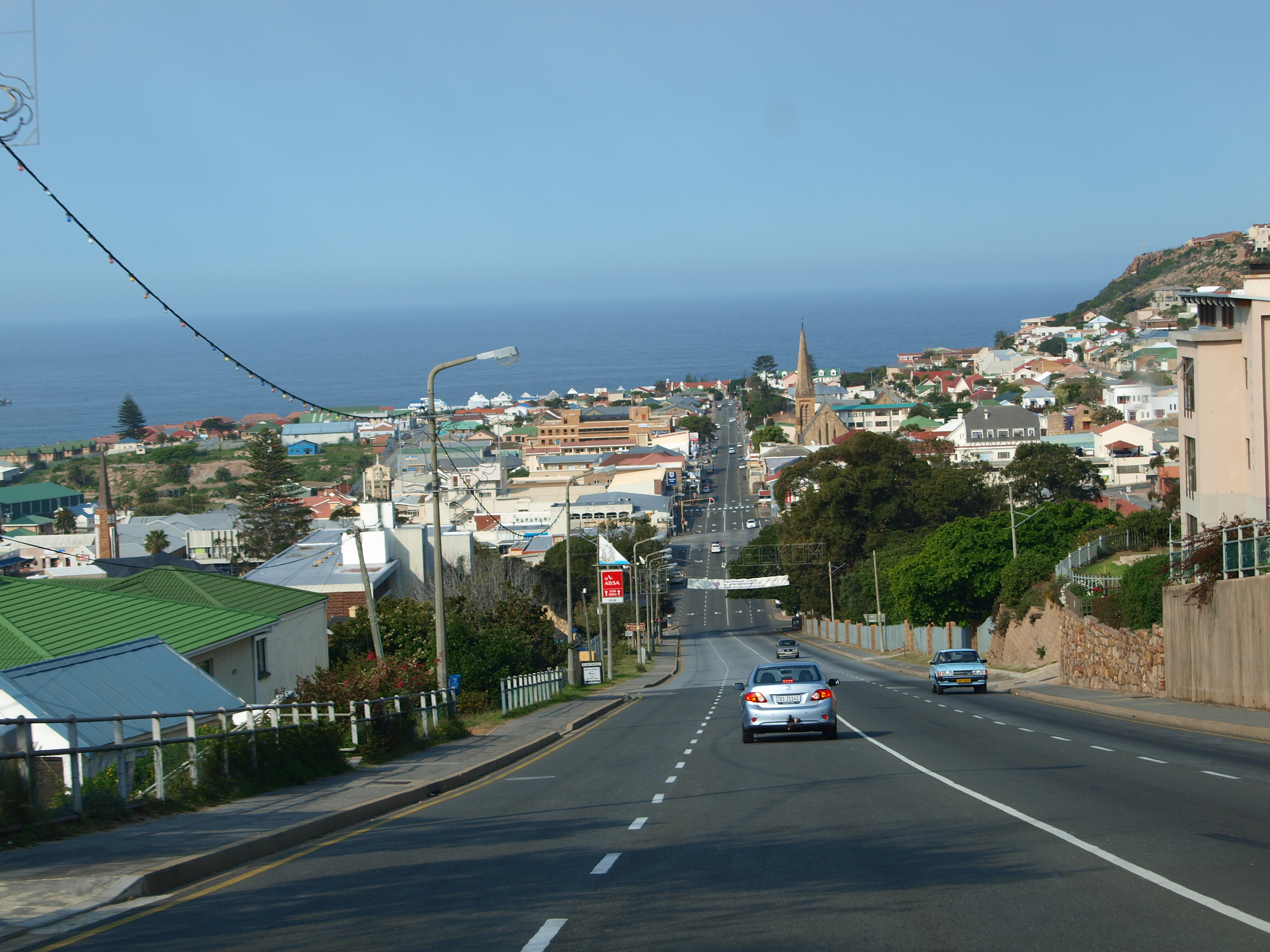
Stadtzentrum von Mossel Bay
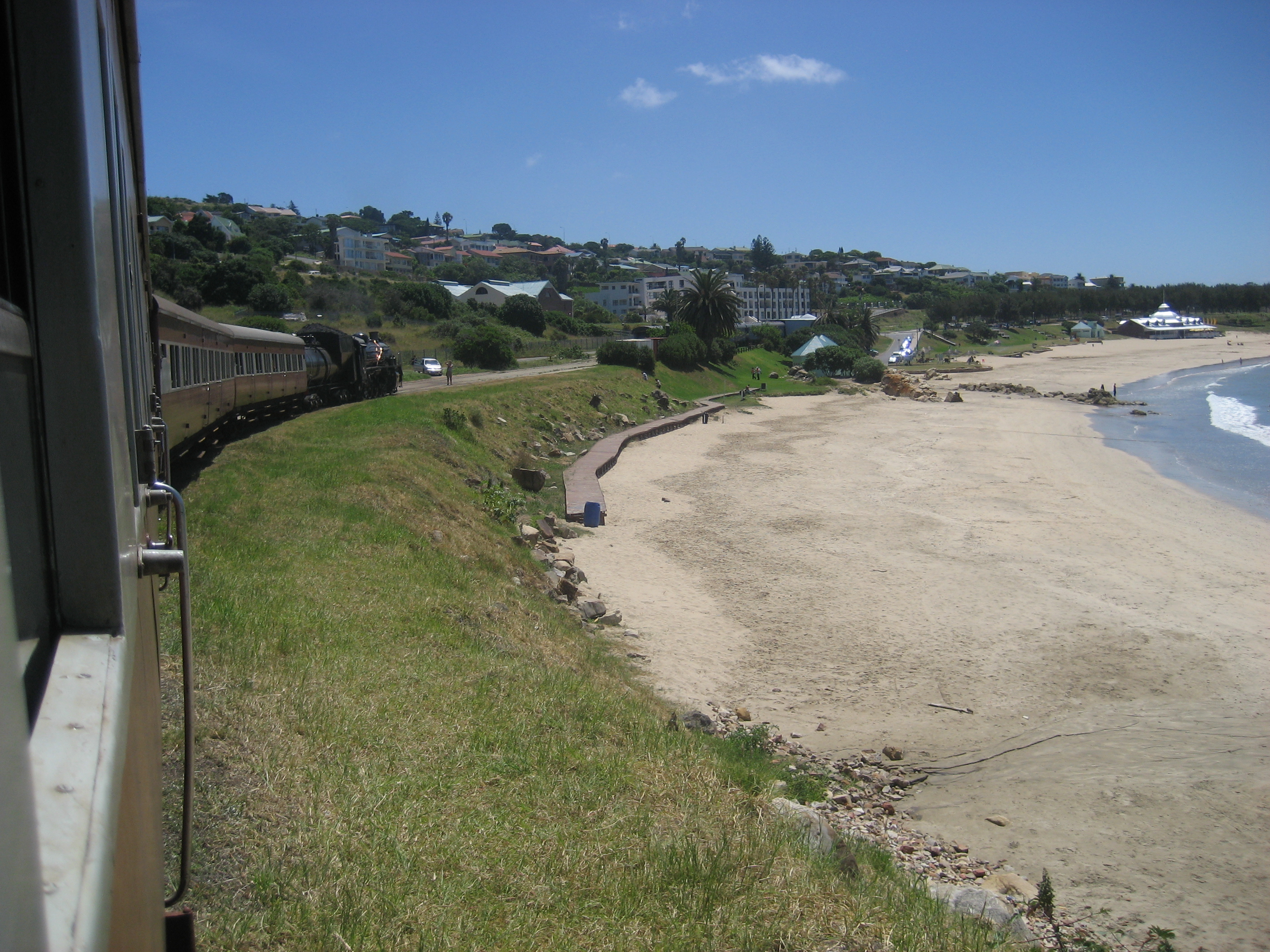
Am Santos Beach
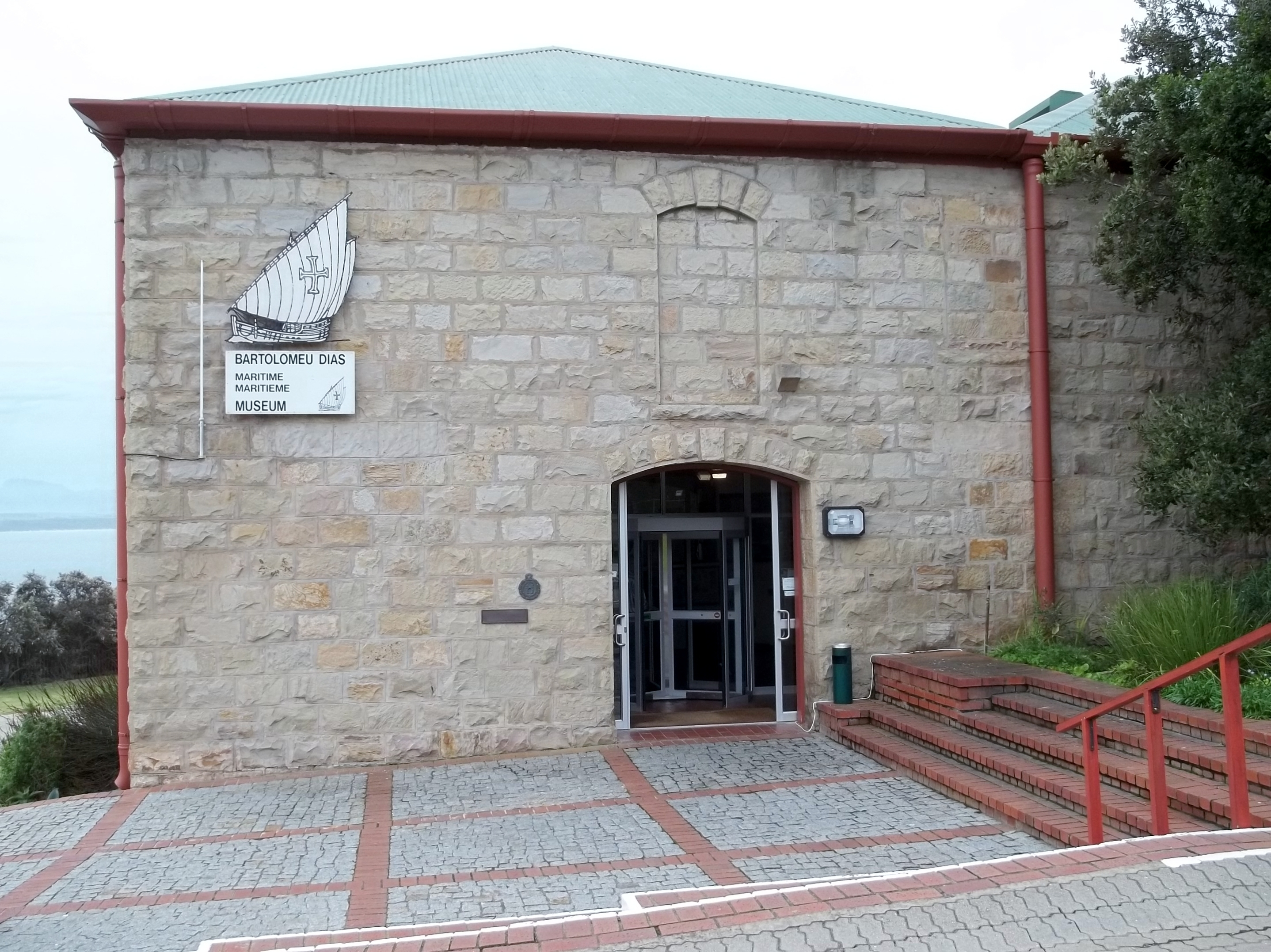
Bartolomeu Dias Maritime Museum
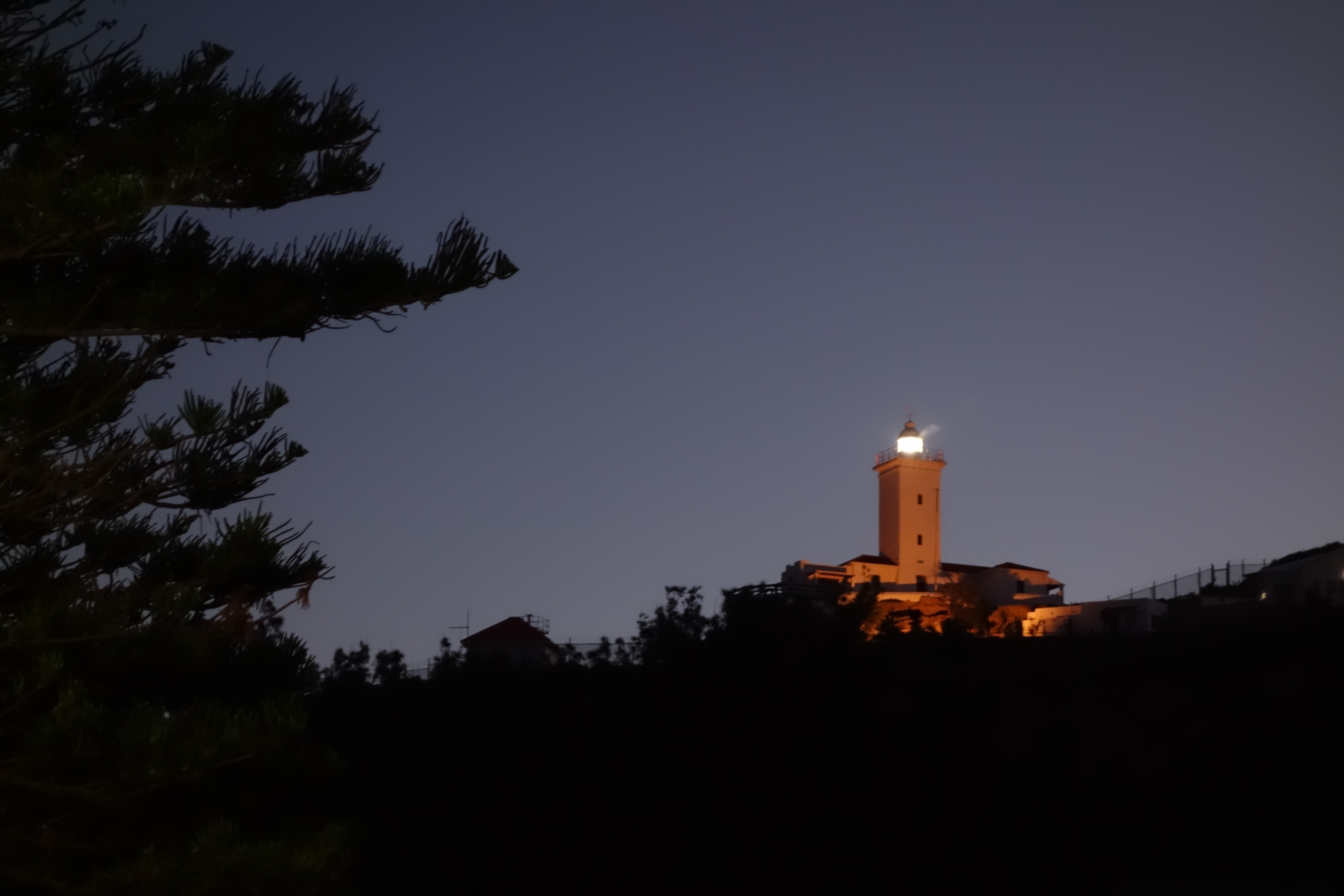
Leuchtturm am Cape St. Blaize
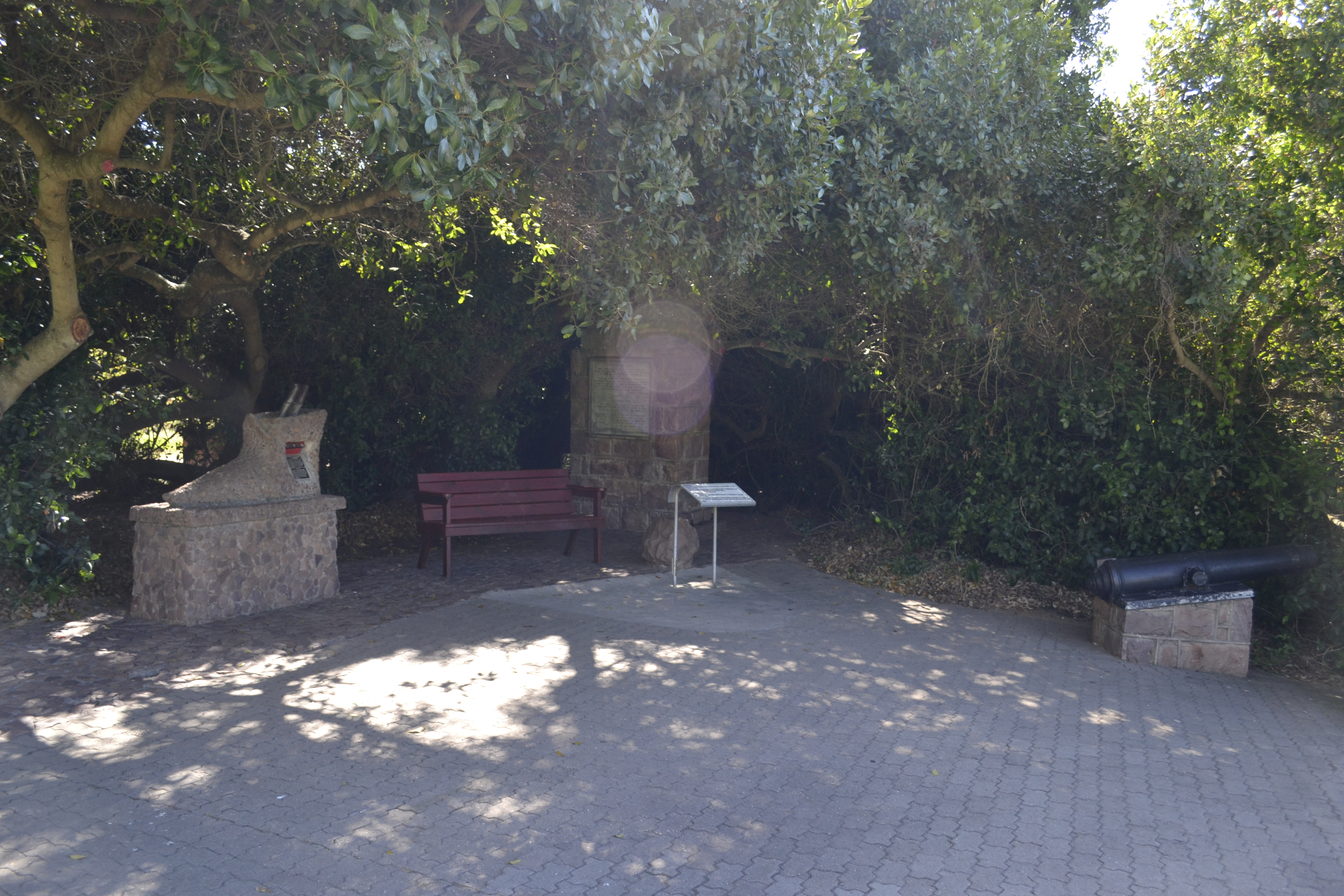
„The Post Office Tree“, ehemalige Postablage für Seefahrer (Bartolomeu Dias Museum Complex)

## Persönlichkeiten
- Charles Vintcent (1866–1943), Cricketspieler
- Harry Bromfield (1932–2020), Cricketspieler
- Atholl McKinnon (1932–2018), Cricketspieler
- Nico L. Avenant (* 1964), Mammaloge